# Amaro Siqueira
Amaro Carvalho de Siqueira (Areia Branca, 21 de setembro de 1908 — Recife, 30 de outubro de 1970) foi um violonista, compositor e professor brasileiro, reconhecido como um dos pioneiros do ensino acadêmico do violão no Nordeste do Brasil. Atuou também como delegado de polícia em Pernambuco.

## Biografia
Nasceu em Areia Branca no interior do Rio Grande do Norte em 1908 e faleceu em 1970 na cidade do Recife. Foi uma grande expressão do violão no Nordeste do Brasil.

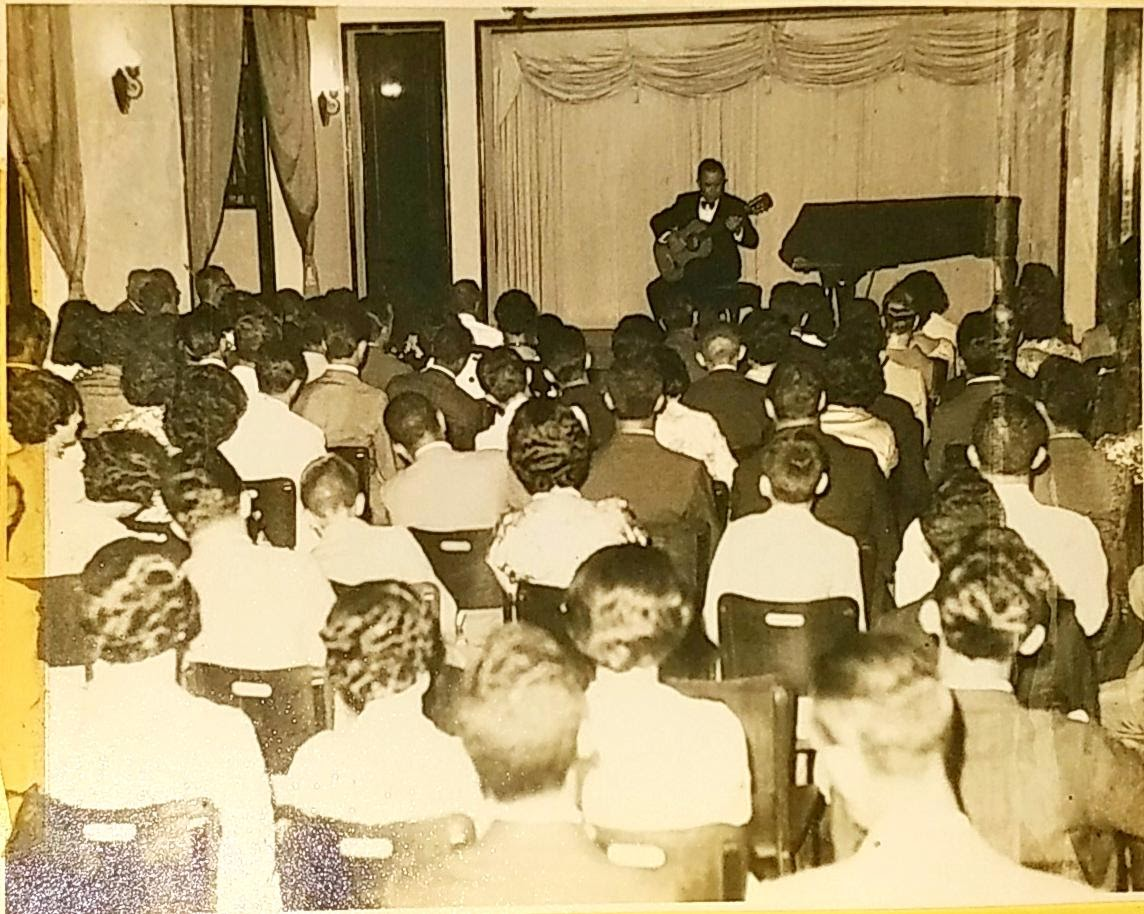
Recital de violão de Amaro Siqueira, Recife–PE, 1949.

Violonista, compositor. Começou a aprender a tocar violão com a mãe. Em meados da década de 20, passou a ser aluno do professor Isidoro Bacelar, com quem estudou e se aperfeiçoou até se tornar um grande instrumentista e concertista. Filho de Raulina Eliza de Carvalho Siqueira e Sérgio Fernandes Siqueira, Amaro Carvalho de Siqueira Sua mãe, que tocava violão, foi a primeira professora desse instrumento que exerceria grande influência durante toda a sua vida. Em meados da segunda década do século XX, época em que os meios de comunicação eram ainda precários em relação aos dias atuais, ele ainda jovem limitava-se a tocar valsas, choros e modinhas na boemia da sua cidade. No ápice da sua juventude sentia necessidade de conhecer outros lugares, pessoas, adquirir novos conhecimentos musicais que lhe abrissem outros horizontes além do que acostumara a se delimitar. Supostamente, após o falecimento de sua noiva na cidade de Areia Branca, resolve partir, mesmo sem melhores condições financeiras, em busca do sonho de tocar violão, viver de música e “melhorar a vida”. Segundo notícia do Jornal do Recife, v.1 n.º 191, p. 3, de quarta-feira de 18 de agosto de 1926, confirma-se que Amaro Carvalho de Siqueira embarcou no Vapor Nacional Itapeva na cidade de Macau–RN, chegando em 16 de agosto de 1926 na cidade do Recife–PE.

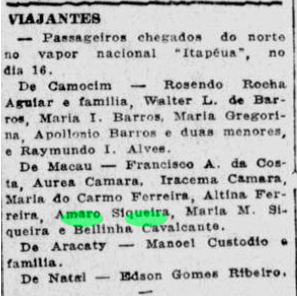
Recorte: Jornal do Recife v.1 nº 191 p. 3, 18 de agosto de 1926.

Ao chegar na capital pernambucana, buscava um professor de violão clássico para crescer mais na arte de bem tocar o violão, fato que o faz defrontar-se com Isidoro Bacelar, que fora funcionário público da Delegacia Fiscal de Pernambuco, mas também respeitável compositor, violonista e professor. Com ele, Amaro Siqueira modificaria profundamente sua vida artística. Bacelar, em 1931, residia no bairro de Cordeiro, no Recife. Era um exímio instrumentista, conhecedor da literatura e técnica das escolas tradicionais do violão. Siqueira procurou-o e Bacelar de pronto o acolheu como discípulo. Devido a esse fato, abriram-se novos horizontes musicais na vida do jovem, Siqueira. Casou-se em Recife no ano de 1932 com Alaíde de Castro Siqueira4 aos 24 anos e teve com ela três filhos chamados Nadja, Olga e Yegor. Aos 25 anos ingressa no trabalho policial, através da secretaria de Segurança Pública do Estado de Pernambuco, assumindo o cargo de comissário permanente na seção de investigação de roubos e furtos. Em 24 de maio, já violonista formado aos 26 anos, realiza sua primeira apresentação pública promovida pelo Centro Acadêmico de Direito em benefício da sua “Caixa do Estudante Pobre”, no Teatro Santa Isabel, em Recife–PE. Neste mesmo ano, supostamente, encerra seus estudos de violão clássico com o amigo e professor Isidoro Bacelar. No ano de 1936, conforme o Jornal Pequeno de Recife n.º  271, p. 4, se submeteu a uma intervenção cirúrgica na garganta com o especialista Dr. Arthur de Sá. Nesta época já era funcionário público da Ordem Social e retomou suas atividades neste trabalho em 28 de janeiro de 1936, sendo exonerado do cargo ainda neste ano.
No ano de 1937, assume o posto de 2º secretário da Sociedade de Auxílios Mútuos dos Guardas Civis do Estado de Pernambuco. Em, 08 de junho é nomeado vice-presidente da União dos Funcionários da Polícia Civil de Pernambuco. Neste mesmo ano realiza o seu 1º recital, segundo matéria publicada no jornal O Diário de Pernambuco em 10 de outubro de 1937. Realiza seu 2º recital no Centro de Cultura Humberto de Campos às 15h do dia 20 de outubro, em ocasião a festividade do dia do Livro, em Olinda–PE. Amaro Siqueira chegou a trabalhar na Companhia de Seguros Sul América S/A, pelo menos até o ano de 1943. Perseguições políticas o fizeram perder seu cargo de inspetor da polícia. Com sua capacidade de sustentar a família desestabilizada, volta a vender seguros na empresa Sul América S/A, mas por pouco tempo. Logo, o Instituto de Música de Natal, escola criada no ano de 1948 e dirigida pelo renomado pianista Waldemar de Almeida, o convida a lecionar violão. Ele dirige-se à capital potiguar assumir a cadeira de Professor de violão clássico desta instituição que o lança na história como o primeiro professor acadêmico de violão de Natal.

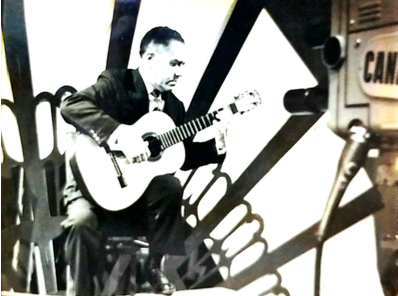
Recital TV Jornal do Comércio, Recife–PE, 1961.

Pouco depois, no ano de 1949, época em que já estava bastante engajado no movimento violonístico e realizado diversos recitais em várias cidades brasileiras, acredita-se que foi, à serviço da polícia ou para realizar algum recital nesta cidade, visitar seu ex-professor e amigo Isidoro Bacelar em Vitória de Santo Antão–PE. Nessa ocasião Bacelar escreveu num caderno de anotações sobre seu amigo e ex-aluno o seguinte depoimento: “Sou suspeito para dizer algo sobre meu grande amigo, Prof. Amaro Siqueira, e isso simplesmente porque pelos desígnios de Deus, me coube a honra de ministrar a esse gênio musical as primeiras noções da divina arte da música. Morava eu no meu modesto mocambo no Cordeiro, Recife, há uns vinte anos mais ou menos, quando Amaro Siqueira se apresentou por si mesmo, sem me haver jamais conhecido e pediu-me para auxilia-lo nos seus estudos de música e violão, esse tão belo quanto dificílimo instrumento. Sou e sempre fui um apaixonado pela música, mas por circunstâncias várias, fui impedido de estuda-la e pratica-la convenientemente. Não obstante a minha mediocridade, Siqueira, com a sua grande inteligência e decidida vocação conseguiu progredir, até se tornar o que hoje é um artista que domina o instrumento e transmite, com fidelidade absoluta, as emoções provocadas pelas belezas da arte, que o faz feliz nos seus momentos de nostalgia. (SIC) (Bacelar, 1949 — depoimento autógrafo). Nesta época Bacelar morava na rua Demócrito Cavalcante, n.º 168, Livramento — Vitória de Santo Antão-PE. Supostamente foi essa a última vez que Amaro Siqueira encontrou-se com seu amigo e ex-professor. Amaro Siqueira fundou e foi o primeiro presidente do Clube do Violão de Natal, entidade que divulgou bastante o violão mediante palestras, audições, programas de rádio e recitais entre as décadas de 40 e 50. Realizou 58 recitais, devidamente documentados. Suas apresentações foram concentradas no Norte e nordeste, percorrendo os estados de Pernambuco, Bahia, Rio Grande do Norte, Paraíba, Alagoas, Sergipe, Piauí, Ceará, Pará e Amazonas. Também fez recitais em programas de rádio e televisão.

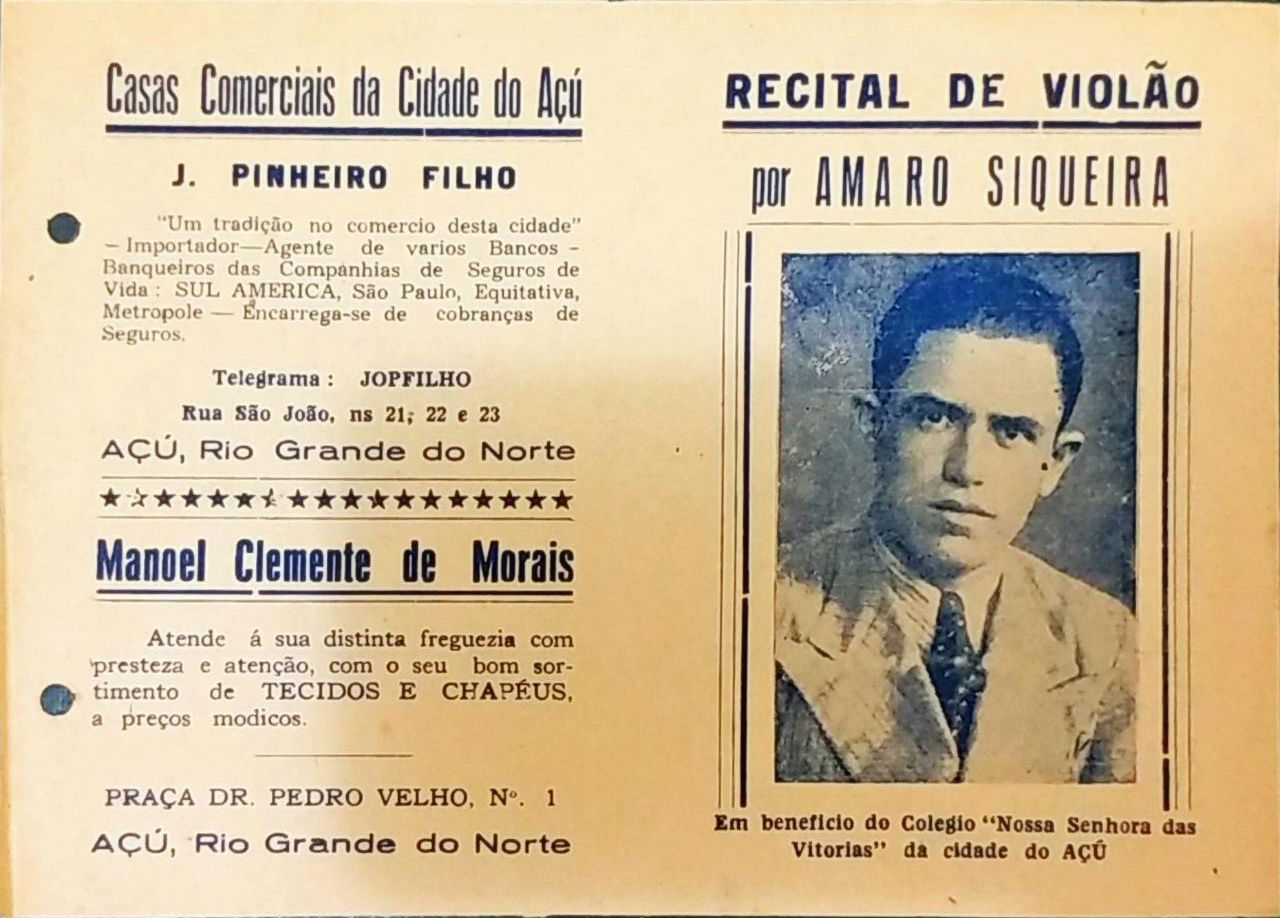
Recital de Amaro Siqueira em Açu-RN, 1949

Entre 1950 e 1952, Amaro Siqueira morou na cidade de Belém do Pará, onde exerceu o ensino do violão em caráter particular, realizando vários recitais de alunos e grupos de alunos tocando em conjunto. Acredita-se que Isidoro Bacelar tenha falecido pouco antes de 12 de agosto de 1952. Logo após a provável morte de Bacelar em 1952, Amaro Siqueira foi abalado por outro acontecimento que o impeliu a vivenciar trágica experiência. Seu filho Yegor de Castro Siqueira, que havia retornado para morar definitivamente em terras pernambucanas a fim de estabelecer-se como comerciante, pereceu sob circunstâncias suspeitas. Supostamente, sua morte foi forjada num intrigante e incógnito suicídio. Ocorreu que pouco tempo após a chegada de Yegor no Recife, na madrugada do dia 12 de setembro de 1954 ele foi encontrado sem vida, vítima ainda de subtração de grande soma em dinheiro, em sua posse para a compra de uma mercearia. Mesmo havendo indícios de latrocínio, as investigações iniciais apontavam para suicídio, contrariando o seu pai Amaro Siqueira, que nessa época residia em Belém do Pará e estava afastado do posto de policial que exercera em Recife. Siqueira suspeitava de assassinato e as circunstâncias deste fato não ficaram esclarecidas, havendo muitos vícios na investigação, como por exemplo o sumiço da arma do crime e da suposta carta de despedida de Yegor. Além disso a letra dele não foi reconhecida por seu pai, que havia pedido um exame grafotécnico, sem lograr êxito devido ao sumiço da carta. Esse fato fez com que ele, sua segunda esposa Ernestina Siqueira e seus cinco filhos retornassem definitivamente para a cidade do Recife. A trágica morte de Yegor também influencia em sua produção musical que não registra nenhuma peça no período desta ocorrência.
No mês de janeiro de 1956, foi fundado o Curso Amaro Siqueira de Violão situado na Avenida Guararapes no Edifício Trianon, sala 604, local onde Siqueira desenvolveu atividade docente que muito contribuiu para a difusão do Violão e formação de novos instrumentistas na cidade. Foram ex-discípulos dele os violonistas pernambucanos Henrique Annes e Júlio Moreira.

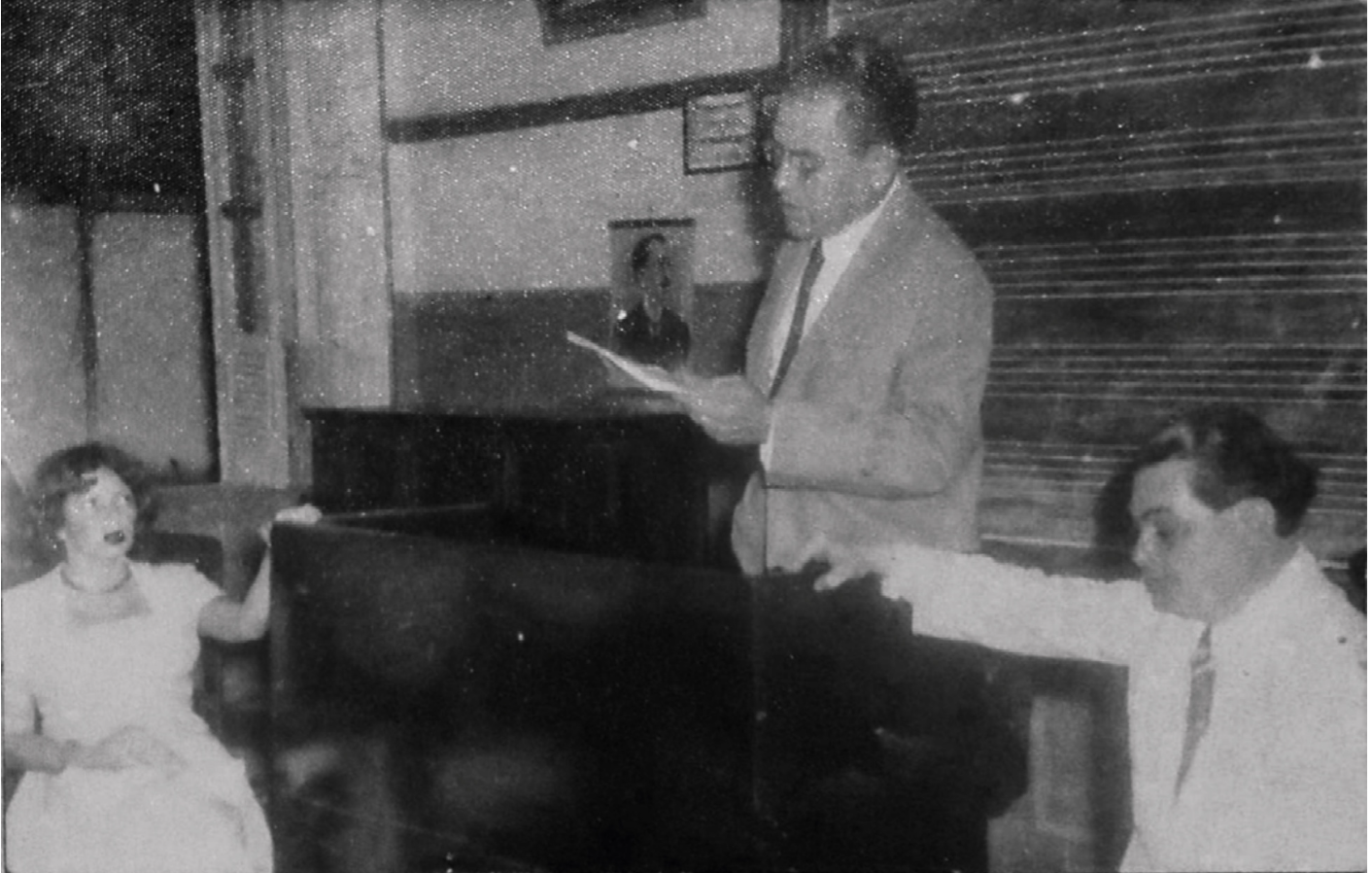
Amaro Siqueira enquanto proferia palestra sobre a história do violão no Salão de Honra do Instituto

Revistas internacionais e nacionais sobre música e violão citaram Amaro Siqueira. Dentre elas a revista italiana L’ Arte Chitarristica - Revista di cultura musicale. A revista do reino unido Philarmonic Society of Guitarrists, a revista inglesa The Guitar Review, a revista Guitar News, O dicionário La Guitarra e los Guitarristas de José de Azpiazu. Esteve ligado à personalidades como o pesquisador e violonista Ronoel Simões, os violonistas Isaías Sávio, Maria Luiza Anido, José de Oliveira Queiroz, José do Carmo, Ernesto Jaques, Alfredo Medeiros, Milton Dantas, José Carrion Dominguez, Arnaldo Pires, Clóvis Costa e Hélio Varella. Em 1966 recebeu novo convite do maestro Waldemar de Almeida, desta vez para lecionar violão na Escola de música da Universidade Federal do Rio Grande do Norte (EMUFRN), fato que tornou Amaro Siqueira o primeiro professor de violão clássico desta instituição. Algumas personalidades deram depoimentos sobre Amaro Siqueira. Dentre elas, para citar apenas algumas; Luís da Câmara Cascudo, o violonista uruguaio Isaías Sávio, o maestro e pianista potiguar Waldemar de Almeida, o Bispo da cidade de Natal Dom Marcolino Dantas. Sobre o violonista de Areia Branca, o famoso historiador e folclorista Luís da Câmara Cascudo escreveu o seguinte; "Amaro Siqueira revive no dificílimo instrumento que é o violão, os dias inesquecíveis do grande Barrios", Cascudo (1949, programa de recital). Dom Marcolino Dantas, Bispo de Natal e presidente de honra da Sociedade de Cultura Musical do Rio Grande do Norte disse: [...]no Brasil, entre os mestres do violão, que não são tantos, deve ser colocado com ufania Amaro Siqueira, que ilumina o Nordeste com seus concertos magistrais. Sua música é clássica, romântica e sentimental e seus concertos alvoroçam as plateias e arrancam os mais estrepitosos aplausos. Dantas (1949, depoimento autógrafo). Sobre Amaro Siqueira, o violonista Isaías Sávio, segundo informações impressas no Programa de Recital do Salão de Concertos da Assembleia Paraense, p. 1, (1951), afirmou: “Espirito artístico e fina sensibilidade”. Sávio (1951, p. 01). No mesmo impresso consta a declaração do renomado professor e pianista Waldemar de Almeida que disse: “Entre os poucos violonistas brasileiros é um dos muitos”, Almeida (1951).

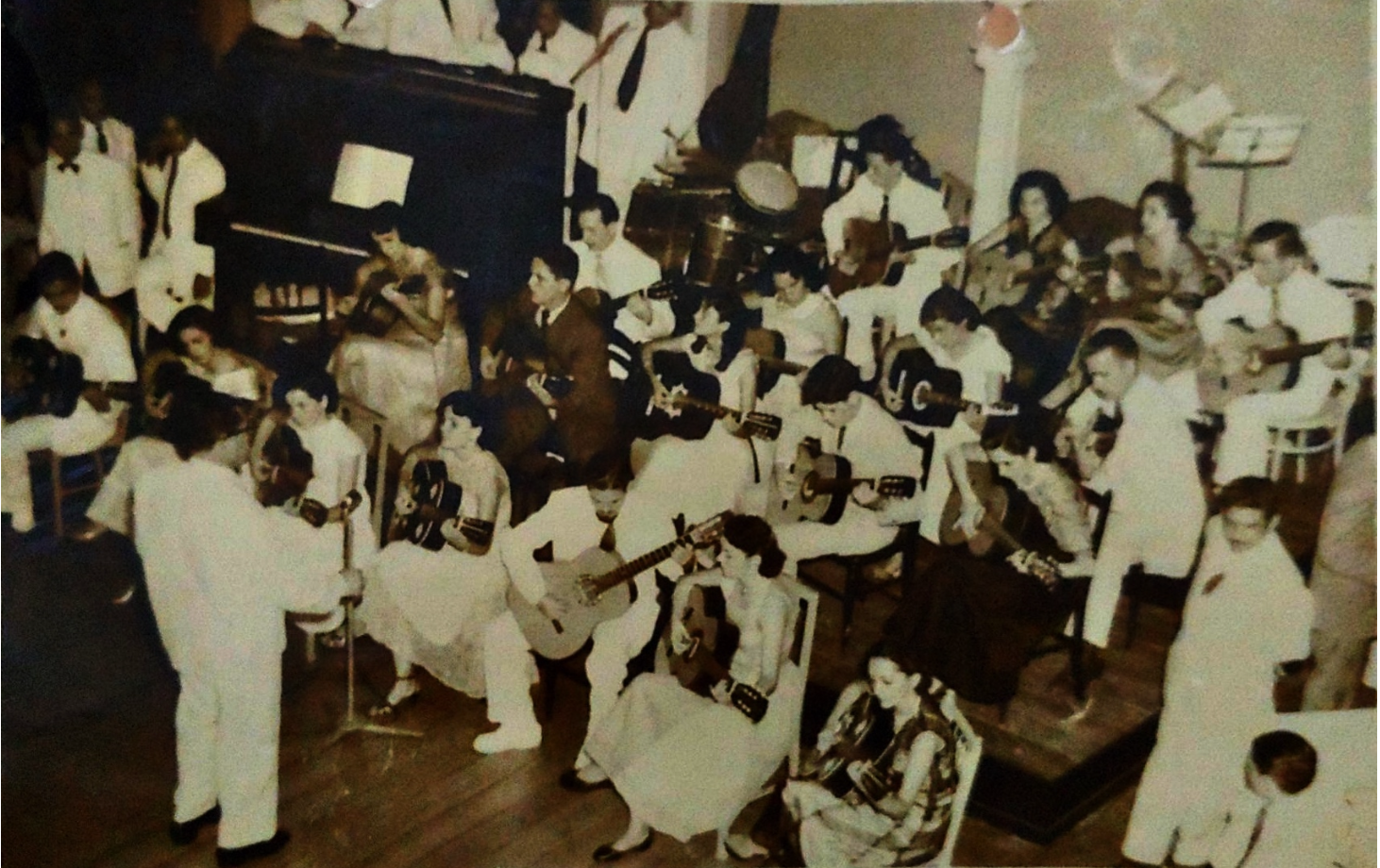
Amaro Siqueira e a sua Orquestra de alunos de violão, Belém–PA, 1951.

Fidja Siqueira foi o seu único filho que quis estudar seriamente o violão, destacandose desde cedo como excelente instrumentista. Ele muito colaborou com seu pai no ensino de violão desde o Curso Amaro Siqueira, no Edifício Trianon, Sala 604, até a Escola de Música da UFRN, local onde assumiu em 1966, substituindo-o quando impossibilitado de lecionar por causa do AVC. Fidja deixou grandes contribuições para o violão em Natal e João Pessoa, tendo sido responsável direto e indireto pela formação de grande número de violonistas, dentre eles o compositor Vital Farias (PB), Guilherme Calzavarra (PE), o maestro Tom K (PB), Dr. Álvaro Barros (RN), Dr. Eugênio Lima (RN), Inês Bigois (RN), Dr. Danilo Guanais (RN), entre outros. Entre os dias 26 e 29 de outubro de 2017, ocorreu em Natal o V Festival Internacional de Violão de Natal promovido pela Escola de Música da UFRN. Dentro desse evento, nos dias 27 a 28 de outubro do ano de 2017, houve o 1º Concurso de Violão Amaro Siqueira, evento sob a coordenação dos professores Dr. Eugênio Lima e Dr. Ezequias Oliveira, que contou com a presença de renomados violonistas brasileiros como por exemplo o Duo Siqueira Lima. Em 2018, entre os dias 03 a 09 de outubro de 2018 ocorreu o VI Festival Internacional de Violão de Natal e o 2º Concurso Internacional de Violão Amaro Siqueira 8, demonstrando com isso a força que vem ganhando o nome do compositor Amaro Siqueira no cenário acadêmico e musical Potiguar. Como se pode observar, as contribuições de Amaro Carvalho de Siqueira foram muito importantes no âmbito da divulgação, ensino, além das composições para o violão. Sua obra ainda plange nos violões dos familiares, de outros violonistas em concursos e dos discípulos e admiradores que deixou nas terras por onde passou. Após o AVC, Amaro Carvalho de Siqueira vê-se compulsado a suspender suas atividades docentes na Escola de Música da UFRN. Retornou para sua residência no bairro do Hipódromo em Recife (PE), local onde viveu por mais 4 anos sob os cuidados da família. Com a saúde já bastante debilitada, teve mau súbito e foi levado as pressas para o hospital por seu filho Fidja Siqueira, porém faleceu ainda no caminho as 22:30 do dia 30 de outubro de 1970.

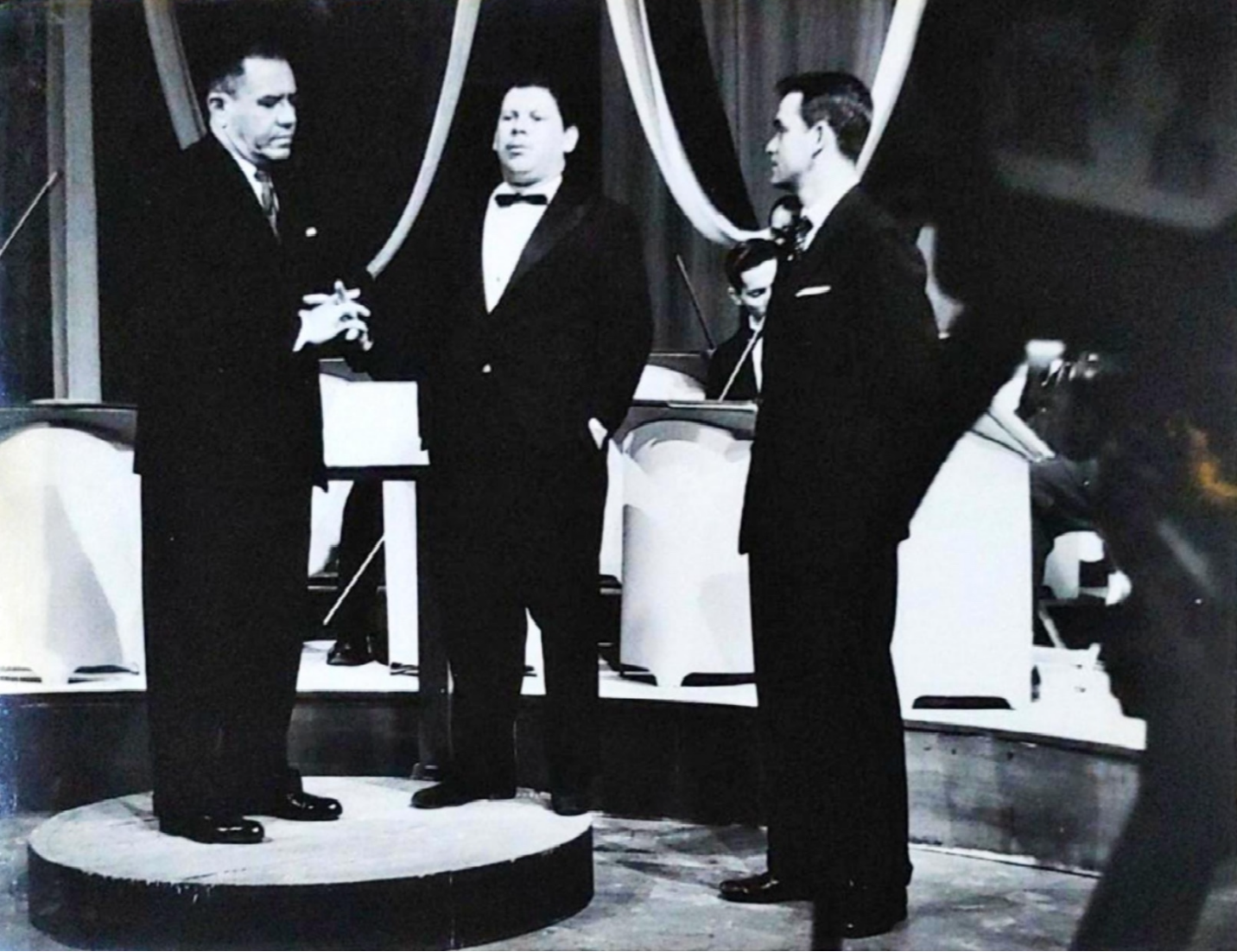
Amaro Siqueira (esquerda) em entrevista após atuação com orquestra, regida por Guedes Peixoto (centro) e o apresentador do programa “No Caminho das Artes” (direita), José Maria Marques, TV Jornal do Comércio, Canal-2, 01 de março de 1961.

### Obras
- Canção triste
- Confidências
- Dança brasileira nº2
- Devaneios nº1
- Estudo nº11
- Estudo nº4, 11, 12, 13 e 14
- Busiçoso (Choro)
- Prelúdio nº5
- Valsa de Esquina
- Devaneios
- Romance sem palavras
- Desolação (Valsa)
- Valsa nº7, 10, 11, 12, 13
- Canção Triste
- Dança Brasileira
- Dança Brasileira  nº2
- Mosinha
- Nostalgia
- Vilma (Gavota)
- Gavota  nº3
- Chôro Triste
- Vilma (Gavota)
- Prelúdio nº4

Capa do LP “Saudades da Juventude”, pelo violonista Fidja Siqueira, interpretando obras de seu pai Amaro Siqueira. Projeto Memória, UFRN n.º 14 (1983).

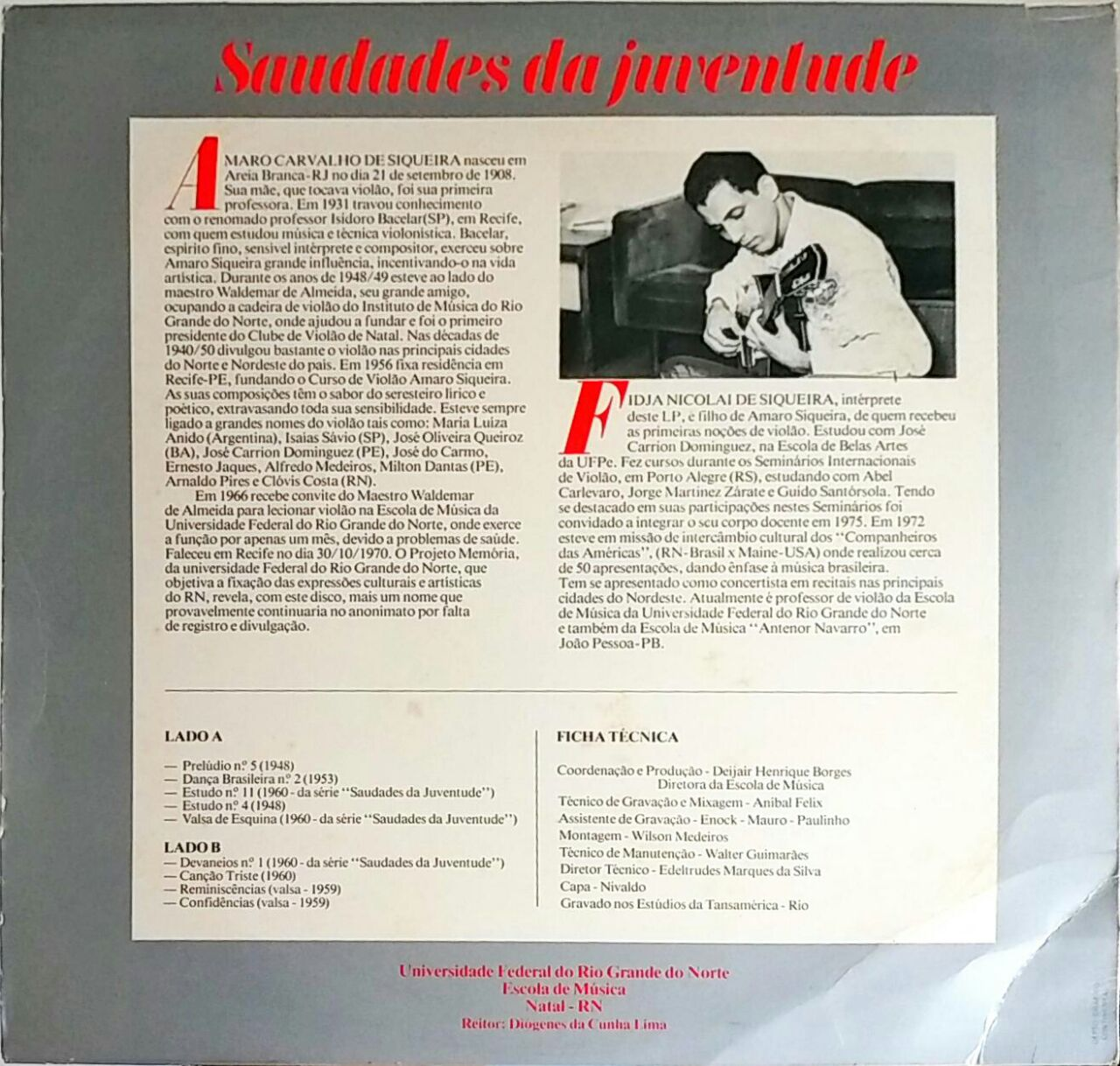
Contracapa do LP “Saudades da Juventude”, pelo violonista Fidja Siqueira, interpretando obras de seu pai Amaro Siqueira. Projeto Memória, UFRN n.º 14 (1983).

- Variações sobre um tema de Milton Dantas
- Recordações de Areia Branca

## Citações
Programa n. 143, O VIOLÃO BRASILEIRO: O violão no Nordeste IX parte, com Fábio Zanon;
CAVALCANTI, Paulo. Da coluna Prestes à queda de Arraes: Memórias Políticas, 2015. Companhia Editora de Pernambuco (CEPE), 1 de jul de 2015
ZANON, Fábio. O violão Brasileiro: o violão no Nordeste IX parte. Disponível em <http://vcfz.blogspot.br/2008/09/143/amaroefidjasiqueiraedvaldo.html>. Acesso em: 22 de março. 2017. Programa n. 143. Amaro e Fidja Siqueira, Edvaldo Cabral, Nenéu Liberalquino. Apresentação de Fábio Zanon. Veiculado em: 24 de setembro. 2008. Duração: 52m34s.   
AZPIAUZU, José de. Brasil. In: AZPIAZU, José de. (Org.). La Guitarra e los Guitarristas: Desde los Orígenes hasta los tempos modernos. Buenos Aires: Ricordi Americana, 1971.  p. 42.
CASCUDO, Câmara. 1948: Revista SOM, p. 15.
PROJETO MEMÓRIA N. 14 AMARO SIQUEIRA: Saudades da Juventude: Amaro Carvalho de Siqueira (Compositor). Fidja Nicolai de Siqueira (Intérprete, violão). Natal: Transamérica, 1980. LP. Universidade Federal do Rio Grande do Norte.
RODZISZEWSKA, Audrey. Guitar Music. In: APPLEBY, Wilfrid M. (Org.). The Guitar Review: The Oficial Organ of the Classic Guitar Association.  n. 08. EUA. Gloucester, 1952. p. 10 
USHER, Terry. The Guitar Review. In: DUARTE, Jack (Org.). N. 11. EUA. Society of The Classic Guitar, 1950. p. 27. 